# Phoenix Solar
Акционерное Общество Феникс Солар (Phoenix Solar AG) – немецкая фотоэлектрическая компания, входящая в систему интегрированного бизнеса. Как правило, компания разрабатывает, строит и управляет крупными фотоэлектрическими заводами и является специализированным предприятием по оптовой продаже фотоэлектрических систем, солнечных модулей и прочего оборудования.

## История
Акционерное Общество Феникс Солар появилось по инициативе "Bund der Energieverbraucher e.V" («Кооператив Потребителей энергии»), который был основан в 1994 году. Официально компания возникла 18 ноября 1999 года, а уже 7 января 2000 года была внесена в официальный регистр компаний. 25 мая 2007 года на общем ежегодном собрании состав акционеров утвердил переименование компании с "Phönix SonnenStrom AG" на "Phoenix Solar AG". Главный офис АО Феникс Солар находится на северо-западе Мюнхена, но мелкие офисы находятся также и в других частях Германии, а также в Италии, Испании, Греции, Сингапуре и Австралии.
С 18 ноября 2004 года "Phoenix SonnenAktie" (акции компании) были проданы на фондовой бирже в Мюнхене, Франкфурте, Берлине, Бремене и Штутгарте. С началом торговли акциями в Мюнхене часть фондовой биржи Мюнхена была отдана маленьким и средним компаниям. А 27 июля 2005 года АО Феникс Солар получило доступ к дополнительным капиталам и широкой инвестиционной аудитории. 27 июня 2006 года акционеры Феникса были официально внесены в регистр и начали свою торговлю на Франкфуртской Фондовой Бирже (Prime Standard). С марта 2008 года акции Феникс Солар были зачислены в список рынка ценных бумаг TecDAX.